# Golfo de Porto
El golfo de Porto (del francés: golfe de Porto) es un golfo del mar Mediterráneo que se sitúa en Córcega, Francia. El golfo, junto con calanques de Piana, el golfo de Girolata y la reserva de Scandola está integrado en el Patrimonio de la Humanidad de la Unesco desde el año 1983.
En este golfo se encuentra la ciudad de Porto, sobre la costa occidental de la isla, entre la ciudad de Ajaccio y Calvi, metida entre los calanques de Piana al sur y el cabo Girolata al norte. 
En torno a la ciudad crecen grandes cantidades de eucaliptos. El monumento más famoso es la torre de los genoveses, que se remonta al siglo XV.
- Datos: Q1890653
- Multimedia: Gulf of Porto (Corsica) / Q1890653